# Владислав Петрович Волович

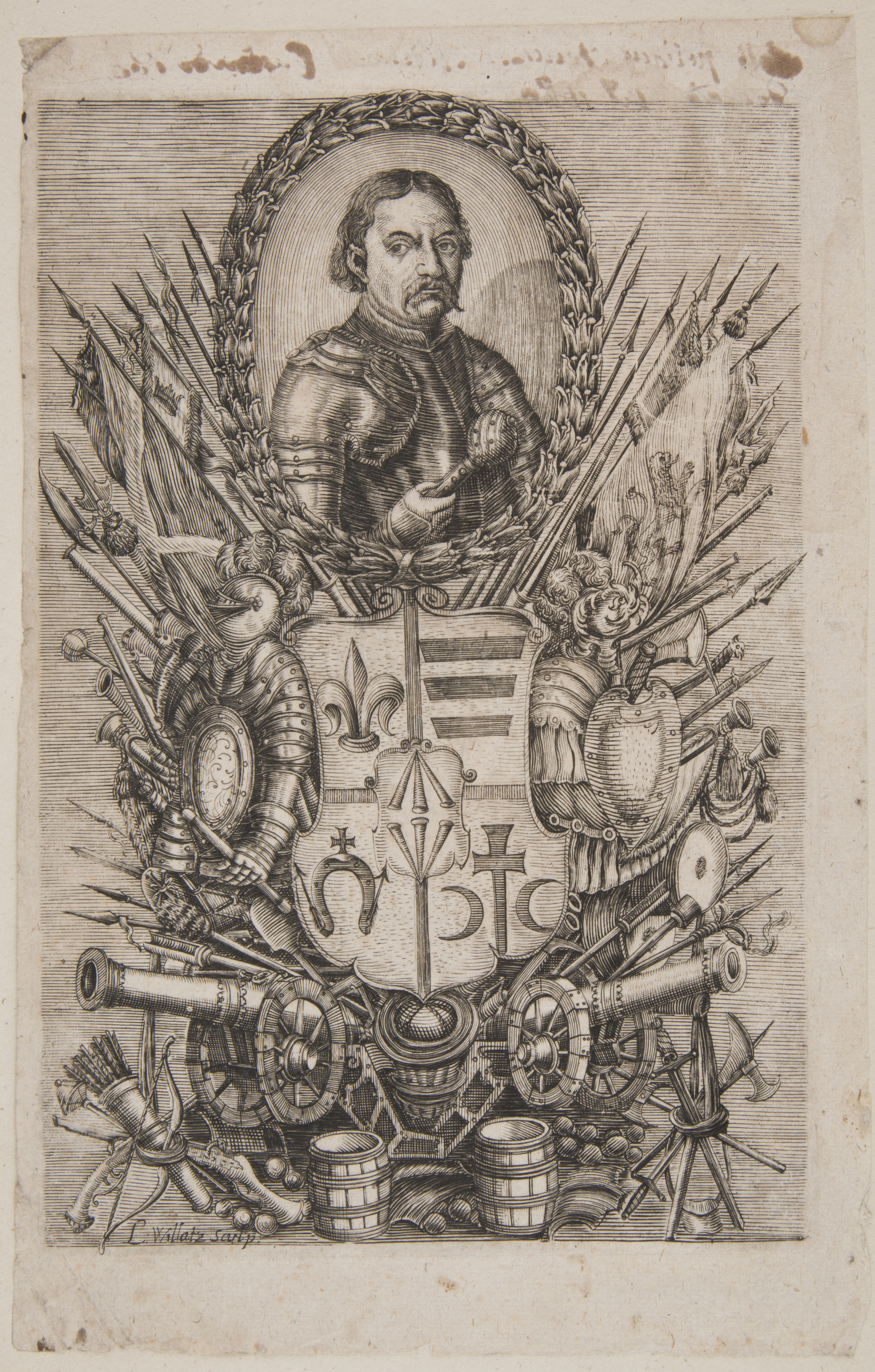

Владислав Волович (пол. Władysław Wołłowicz; 1615 — 15 вересня 1668, Вільно) — державний і військовий діяч Великого князівства Литовського з роду Воловичів. Хорунжий трокський (1636—1653), писар польний литовський (1639—1653), каштелян смоленський з 1653 року, воєвода вітебський з 1656 року, польний гетьман литовський (1667—1668).

## Біографія
Син великого писаря литовського, а потім єпископа віленського Петра Воловича (пом. 1630). У дитинстві був відданий батьком до двору Владислава IV. Брав участь в московсько-польській війні 1632—1634 років, в 1634 році потрапив у полон. Московський воєвода Шеїн відпустив Владислава, щоб той передав королю і великому князю мирну пропозицію.
Після повернення з полону довго перебував при королі. У 1647 році був обраний послом на Сейм Речі Посполитої. Під час повстання Хмельницького замінив хворого великого гетьмана Януша Кішку. Шляхетський загін під його проводом був кілька разів розбитий козаками та іншими повстанцями в Мозирському повіті. Владислав із загоном закрився в Слуцьку. згодом здобув кілька перемог над казаками і повсталими селянами під Воложином, Речицею, Бобруйськом і Чериковим.
Під час війни з Московією очолив литовське військо, в 1558 році здобув перемогу близько Глибокого. У наступному році литовська армія під його керівництвом була розбита військами воєводи Івана Хованського. Під час шведського «Потопу» супроводжував короля в його вигнанні в Сілезію.